# Herman Pieter de Boer

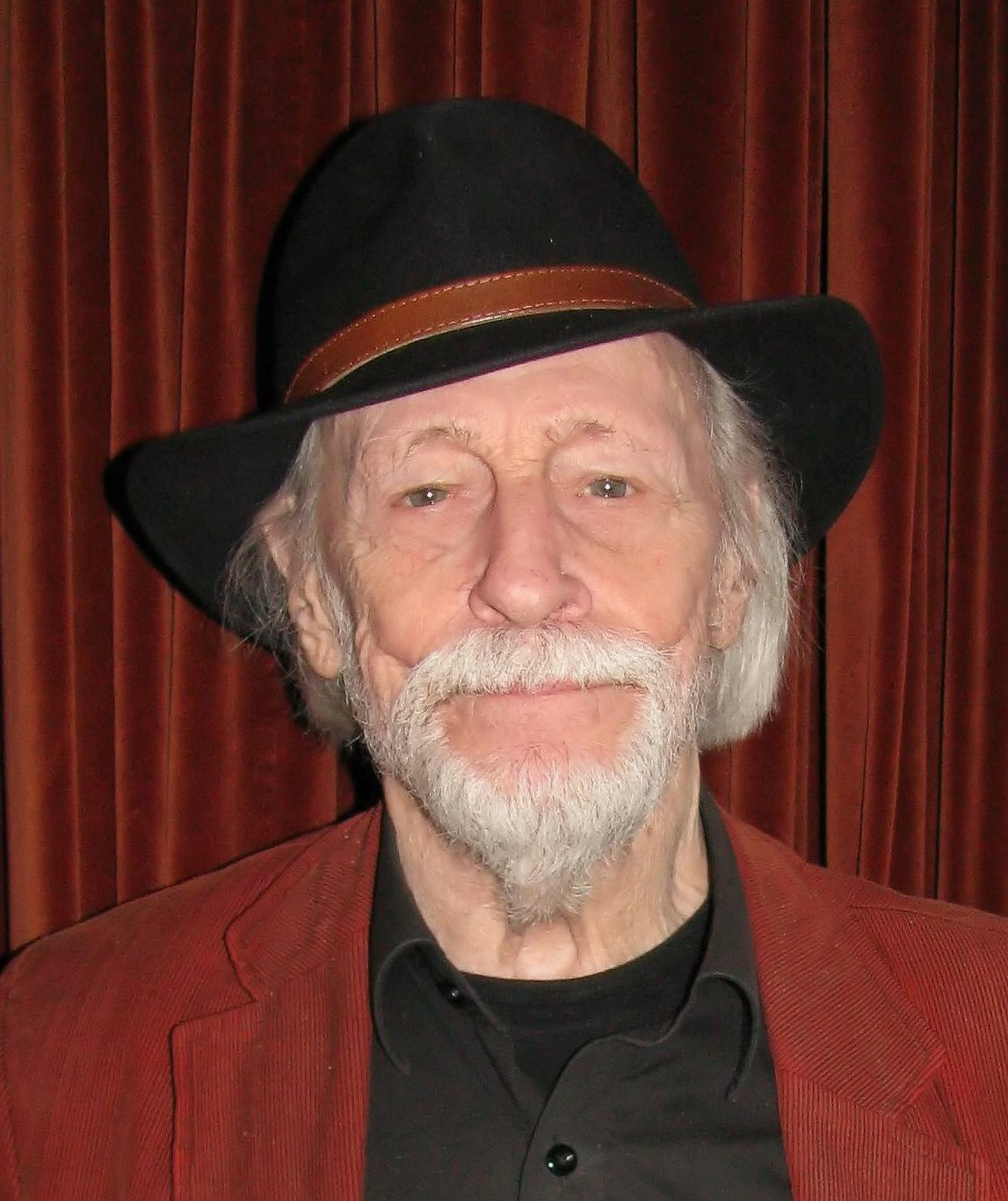
Herman.

Herman Pieter de Boer (9 de febrero de 1928 - 1 de enero de 2014), también conocido como Johnny Austerlitz, fue un escritor, periodista y letrista neerlandés, cuya carrera abarcó más de 55 años.
Nacido en Róterdam, Holanda del Sur, de Boer comenzó su carrera como escritor en 1956 y escribió cincuenta novelas.
Se casó con la cantante y compositora holandesa Lenny Kuhr en 1981, antes del divorcio de la pareja en 1993.
Herman Pieter de Boer murió tras una larga enfermedad durante las primeras horas del 1 de enero de 2014, a los 85 años de edad, en Eindhoven, Brabante Septentrional.